# NGC 2042
NGC 2042 (również ESO 56-SC163) – gromada otwarta, znajdująca się w gwiazdozbiorze Złotej Ryby, w Wielkim Obłoku Magellana. Odkrył ją James Dunlop 27 września 1826 roku.